# Цигара
Цигарата е продукт, предназначен за пушене. Представлява малко цилиндрично тяло от хартия, запълнено с изсушен и ситно нарязан тютюн. Дължината му е не повече от 120 mm, a диаметърът му е около 8 – 10 mm. От едната страна обикновено има филтър. Запалва се от обратната страна на филтъра и димът се вдишва от страната на филтъра. Цигарите по принцип се продават в опаковки по 20 на брой.
Родината на цигарите е Централна Америка. Първите данни датират от 9 век, когато маите и ацтеките са пушили тютюн при религиозни ритуали. Цигарите са непознати в Европа до края на XVIII и началото на XIX век. Те стават особено популярни по време на и след Кримската война. През втората половина на XX век стават ясни отрицателните ефекти върху здравето и вредата от тютюнопушенето. Установява се, че пушенето на цигари причинява рак, сърдечни и дихателни болести и дефекти при раждането. В много страни рекламата на цигари е забранена. По данни на Световната здравна организация около 1 млрд. души в света пушат цигари. Процентът на мъжете пушачи е значително по-голям от този на жените пушачи.
Основните вещества, които се съдържат в дима на цигарите, са: въглероден диоксид, въглероден оксид, никотин, азотен оксид, метанол и бензол. Много хора загиват от цигарите, защото те причиняват рак на белите дробове и на трахеята.